# Fissidens excedens
Fissidens excedens är en bladmossart som beskrevs av Brotherus 1899. Fissidens excedens ingår i släktet fickmossor, och familjen Fissidentaceae. Inga underarter finns listade i Catalogue of Life.